# Karl-Heinz Werner
Karl-Heinz Werner (17 de septiembre de 1949) es un deportista de la RDA que compitió en judo. Ganó cuatro medallas de bronce en el Campeonato Europeo de Judo entre los años 1970 y 1973.

## Palmarés internacional
| Campeonato Europeo | Campeonato Europeo      | Campeonato Europeo | Campeonato Europeo |
| Año                | Lugar                   | Medalla            | Categoría          |
| ------------------ | ----------------------- | ------------------ | ------------------ |
| 1970               | Berlín Oriental (RDA)   | Medalla de bronce  | –63 kg             |
| 1971               | Gotemburgo (Suecia)     | Medalla de bronce  | –63 kg             |
| 1972               | Voorburg (Países Bajos) | Medalla de bronce  | –63 kg             |
| 1973               | Madrid (España)         | Medalla de bronce  | –63 kg             |